# 那須翔
那須 翔（なす しょう、1924年9月19日 - 2014年6月25日）は第7代東京電力社長（1984年6月 - 1993年6月）。元会長（1993年6月 - 1999年5月）。

## 来歴
1924年（大正13年）、宮城県仙台市出身。父は病理学者で東北帝国大学教授を務めた那須省三郎。旧制仙台第二中学校、旧制第二高等学校を経て1948年東京大学法学部政治学科卒業、関東配電（東京電力の前身）入社。総務畑を歩み、木川田一隆や平岩外四に仕え、平岩が同社社長時には黒子として政官との調整に立ち回った。
1984年、平岩の後任として社長就任。顧客サービスの意識改革を促し1986年には戦後から一貫して上がり続けていた電気料金の引き下げを断行。「家庭用時間帯別料金制度」を試験導入するなどの実績を残した。その後は会長や相談役を歴任したが、2002年の原発データ改竄事件を受け、当時の南直哉社長らとともに引責辞任した。
なお、会長在任時には、日本サッカー界との連関を深めた。この動きとして、1997年のJヴィレッジ開設や、1998年のFC東京設立に関わり、2002年のサッカーWCでは日本組織委員会（JAWOC）の会長を務めていた。
2014年6月25日午前2時49分、東京都内の病院にて老衰のため死去した。89歳没。

## 人物
戦後復員し大学に戻るも何もなく暗い時代。そんなかで少しでも電気の灯をともしたいというロマンから関東配電に入社した。
座右の銘は「和して同せず」。阪神ファンで特に川藤幸三のファンだった。趣味は薔薇の栽培。

### 発言録
- 「原子力に対する議論が広がっているが、（原子力の）必要性と安全性について理解を得る努力が肝要」[5]
- 「将来のエネルギーに不安を持つ人が日本では五割にも満たない。これは電気を売るだけで、こうした問題提起をしてこなかった電力会社にも責任がある」[6]。
- 「電力業界ばかりどうして悪者扱いされるんですかね……」[7]。
- 「会社と地域が共感を持てる関係を築こう」[8]。

## その他役職
- 国家公安委員会委員
- 経済同友会副代表幹事
- 経団連副会長[1]
- 電気事業連合会会長[1]
- 中央電力協議会会長
- 日本アラブ首長国連邦協会会長[9]
- 海外ウラン資源開発会長
- 日本原燃サービス会長
- 日本原燃産業会長
- 日本原子力産業会議常任理事
- JAWOC（2002 FIFAワールドカップ日本組織委員会）会長[1]